# Burkhard Bauche
Burkhard Bauche (* 1966 in Berlin) ist ein deutscher Pianist, Dirigent, Entertainer und Dozent.

## Werdegang
Burkhard Bauche wurde 1966 in Berlin geboren. Nach seinem Abitur am Georg-Friedrich-Händel-Gymnasium in Friedrichshain studierte er von 1984 bis 1988 an der Hochschule für Musik Hanns Eisler Berlin, Opernkorrepetition, Klavier und Dirigieren. Von 1988 bis 1994 war er Solorepetitor an der Komischen Oper Berlin und anschließend vier Jahre freischaffend tätig. 1998 kam er als Solorepetitor, später Studienleiter zum Nordharzer Städtebundtheater in Halberstadt. 2000 wechselte er zum Staatstheater Braunschweig, zunächst als Solorepetitor, ab 2007 als Studienleiter und Kapellmeister.
Neben einem großen Repertoire: kompletter Ring des Nibelungen, Rosenkavalier, Salomé, Katia Kabanowa, Mozart, sowie Operetten und Musical hatte er auch eigene Produktionen als stückführender Dirigent u. a. Baruchs Schweigen, Tiefland, Nussknacker, Schwanensee oder Sweeney Todd. Dabei arbeite Burkhard Bauche mit Künstlern wie Karan Armstrong, Karolina Gumos, Bernd Weikl, Ingeborg Hischer und Jörg Dürmüller zusammen.
Seit 2014 ist er Dozent an der Hochschule für Musik, Theater und Medien Hannover (HMTMH).
Burkhard Bauche gab Konzerte und Kurse in Hamburg, Frankfurt, Sofia, Zürich und Bangkok. 2022 war er als Dirigent mit dem Staatsorchester Braunschweig bei den Walkenrieder Kreuzgangkonzerten zu Gast. Ein weiteres Projekt ist die Oper auf dem Lande „L'elisir d'amore“ mit Studentinnen und Studenten der HMTM Hannover.

## Diskografie (Auswahl)
- NISI DOMINUS: Arien und Kantaten des Barock (Vivaldi; Joh. Christoph Bach I; J. S. Bach; Händel). Ingeborg Hischer (Mezzosopran), Joachim Heimbrock (Violine), Hans-Dieter Karras (Orgel), Concertino Braunschweig, Leitung: Burkhard Bauche. SICUS Klassik 2006.
- Giovanni Battista Pergolesi: Stabat mater (f-Moll). Danuta Dulska (Sopran), Ingeborg Hischer (Mezzosopran), Concertino Braunschweig, Leitung: Burkhard Bauche. SICUS Klassik 2010.
- Franz Schubert: Winterreise. Ingeborg Hischer (Mezzosopran), Burkhard Bauche (Klavier). SICUS Klassik 2014.
- Johannes Brahms: Frühlingsabenddämmerung. Ingeborg Hischer (Mezzosopran), Burkhard Bauche (Klavier). SICUS Klassik 2016.
- Johannes Brahms: Lieder. Musik für Singstimme und Klavier. Ingeborg Hischer (Mezzosopran), Burkhard Bauche (Klavier). SICUS Klassik 2019.